# Альберт Бурла
Альберт Бурла (англ. Albert Bourla, грец. Αλβέρτος (Άλμπερτ) Μπουρλά, нар. 21 жовтня 1961) — грецький підприємець ветеринар і менеджер, голова правління та головний виконавчий директор американської фармацевтичної корпорації Pfizer, віце-президент Міжнародної федерації фармацевтичних виробників та асоціацій (IFPMA); доктор філософії. У компанії «Pfizer» працює з 1993 року.

## Біографія
Народився в єврейській родині в Салоніках, Греція. Здобув ступінь доктора філософії з біотехнологій розмноження у ветеринарній школі університету Арістотеля. У 34 роки покинув Грецію зі своєю дружиною та з того часу жив у семи різних містах, у чотирьох різних країнах.

### Кар'єра
Почав працювати на «Pfizer» у 1993 році — ветеринаром і технічним директором відділу охорони здоров'я тварин у грецькому підрозділі компанії. Обіймав численні керівні посади в «Zoetis» (тоді відомій як «Animal Health») та інших підрозділах «Pfizer». У 2005—2009 роках працював президентом підрозділу «Animal Health» в Європі, Африці та на Близькому Сході, потім у 2009—2010 роках у підрозділі в Європі, Африці та Азіатсько-тихоокеанському регіоні.
Протягом 2010—2013 років працював президентом та головним менеджером підрозділу створених продуктів компанії Pfizer (англ. Established Products Business Unit), в якому займався збільшенням життєвого циклу ключових брендів на які скінчився термів патентів та втрачено ексклюзивність на ринку. Пізніше працював президентом групи компаній Pfizer, які займалися вакцинами, онкологією та охороною здоров'я споживачів, де, крім іншого, керував роботою Pfizer над препаратами проти раку та серцевими препаратами, а також допомагав у запуску виробництва препаратів Eliquis та Ibrance, антикоагулянту та препарату для лікування раку молочної залози відповідно.
1 січня 2016 року обійняв посаду президента групи Pfizer Innovative Health.
З 1 січня 2018 року — головний операційний директор Pfizer (COO), Під його контролем опинилася розробка лікарських засобів, виробництво, продажі та стратегія компанії.
На посаду головного виконавчого директора компанії призначений в жовтні 2018 року, вступив до виконання обов'язків з 1 січня 2019 року.
Був одним із семи керівників фармацевтичних компаній, які брали участь у слуханнях фінансового комітету Сенату у лютому 2019 року щодо цін на ліки, які відпускаються за рецептом у США. У квітні 2019 року Джеффрі Пайєтт у ролі Посла США в Греції на церемонії вручення премії Prix Galien Greece Awards вручив Бурлі нагороду «Видатний грецький лідер» світової фармацевтичної галузі. У січні 2020 року Бурла зайняв додаткову посаду голови правління, змінивши на посаді Іана Ріда.
Навесні 2020 року наполягав на коротких термінах розробки можливої вакцини проти COVID-19 компанією Pfizer. Бурла вирішив розпочати виробництво потенційної вакцини з ризиком, очікуючи схвалення Управлінням з контролю за харчовими продуктами і лікарськими засобами США (USFDA), яке очікувалося у жовтні 2020 року. Наприкінці липня 2020 року компанія Pfizer була у числі найкращих розробників потенційної вакцини у партнерстві з німецькою компанією BioNTech, оскільки вони перебували на останніх фазах клінічних випробувань препарату мРНК BNT162b2.
9 листопада 2020 року Бурла продав 60 % своїх акцій компанії на 5,6 мільйонів доларів США, після того, як акції компанії зросли в ціні на 15 % на тлі новин про успішне випробування вакцини Pfizer. В компанії повідомили, що цей продаж заплановано ще в лютому, згідно вимог Комісії з цінних паперів і бірж США для інсайдерів компаній на заздалегідь визначених умовах.